# Бразилия на летних Олимпийских играх 2012
Бразилия на летних Олимпийских играх 2012 была представлена 258 спортсменами в 24 видах спорта.

## Награды

### Золото
| Золото | |                                         |
| №      | Спортсмены | Вид спорта (дисциплина)                 |
| 1      | Аденизия, Дани Линс, Жаклин, Наталия, Паула, Таиза, Тандара, Фаби, Фабиана, Фе Гарай, Фернанда Феррейра, Шейла | Волейбол (женщины)                      |
| 2      | Сара Менезес                                                                                                   | Дзюдо (женщины, до 48 кг)               |
| 3      | Артур Занетти                                                                                                  | Спортивная гимнастика (мужчины, кольца) |

### Серебро
| Серебро | |                                                 |
| №       | Спортсмены | Вид спорта (дисциплина)                         |
| 1       | Эскива Фалкан | Бокс (мужчины, до 75 кг)                        |
| 2       | Бруно, Валас, Висото, Данте, Жиба, Лукас, Мурило, Рикардо, Родриган, Сержио, Сидан, Тьяго                                                                                     | Волейбол (мужчины)                              |
| 3       | Тьяго Перейра | Плавание (мужчины, 400 м комплексным плаванием) |
| 4       | Эмануэль Рего Алисон Серутти | Пляжный волейбол (мужчины)                      |
| 5       | Габриэл, Гансо, Леандро Дамиан, Данило, Жуан Жезус, Лукас, Марсело, Неймар, Нето, Оскар, Алешандре Пато, Рафаэл, Ромуло, Алекс Сандро, Сандро, Тиагу Силва, Бруно Увини, Халк | Футбол (мужчины)                                |

### Бронза
| Бронза |                                             |                                         |
| №      | Спортсмены                                  | Вид спорта (дисциплина)                 |
| 1      | Ямагути Фалкан                              | Бокс (мужчины, до 81 кг)                |
| 2      | Адриана Араужо                              | Бокс (женщины, до 60 кг)                |
| 3      | Фелипе Китадаи                              | Дзюдо (мужчины, до 60 кг)               |
| 4      | Майра Агиар                                 | Дзюдо (женщины, до 78 кг)               |
| 5      | Рафаэл Силва                                | Дзюдо (мужчины, свыше 100 кг)           |
| 6      | Роберт Шейдт Бруно Прада                    | Парусный спорт (звёздный)               |
| 7      | Сезар Сьелу                                 | Плавание (мужчины, 50 м вольным стилем) |
| 8      | Ларисса Франка Жулианна Фелисберта да Силва | Пляжный волейбол (женщины)              |
| 9      | Яне Маркес                                  | Современное пятиборье (женщины)         |

## Результаты соревнований

### Академическая гребля
В следующий раунд из каждого заезда проходили несколько лучших экипажей (в зависимости от дисциплины). В утешительный заезд попадали спортсмены, выбывшие в предварительном раунде. В финал A выходили 6 сильнейших экипажей, остальные разыгрывали места в утешительных финалах B-F.
Мужчины
| Соревнование | Спортсмены       | Предварительный заезд | Предварительный заезд | Предварительный заезд | Отборочный заезд | Отборочный заезд | Отборочный заезд | Четвертьфинал | Четвертьфинал | Четвертьфинал | Полуфинал     | Полуфинал     | Полуфинал     | Финал   | Финал   | Итоговое место |
| Соревнование | Спортсмены       | Заезд                 | Время                 | Место                 | Заезд            | Время            | Место            | Заезд         | Время         | Место         | Заезд         | Время         | Место         | Время   | Место   | Итоговое место |
| ------------ | ---------------- | --------------------- | --------------------- | --------------------- | ---------------- | ---------------- | ---------------- | ------------- | ------------- | ------------- | ------------- | ------------- | ------------- | ------- | ------- | -------------- |
| одиночки     | Андерсон Ночетти | 3                     | 7:03,78               | 4                     | 3                | 7:07,17          | 1 Q              | 2             | 7:17,37       | 6             | Полуфинал C/D | Полуфинал C/D | Полуфинал C/D | Финал D | Финал D | 19             |
| одиночки     | Андерсон Ночетти | 3                     | 7:03,78               | 4                     | 3                | 7:07,17          | 1 Q              | 2             | 7:17,37       | 6             | 2             | 7:54,18       | 5             | 7:25,03 | 1       | 19             |

Женщины
| Соревнование               | Спортсмены                      | Отборочная гонка | Отборочная гонка | Утешительный заезд | Утешительный заезд | Четвертьфинал | Четвертьфинал | Полуфинал     | Полуфинал     | Финал   | Финал   | Итоговое место |
| Соревнование               | Спортсмены                      | Время            | Место            | Время              | Место              | Время         | Место         | Время         | Место         | Время   | Место   | Итоговое место |
| -------------------------- | ------------------------------- | ---------------- | ---------------- | ------------------ | ------------------ | ------------- | ------------- | ------------- | ------------- | ------- | ------- | -------------- |
| Одиночки                   | Киссья Катальдо                 | 8:07.75          | 4 Q              |                    |                    | 8:12.85       | 6             | Полуфинал C/D | Полуфинал C/D | Финал C | Финал C | 18             |
| Одиночки                   | Киссья Катальдо                 | 8:07.75          | 4 Q              | 8:01.64            | 2                  | 8:12.85       | 6             | Не стартовала | Не стартовала |         |         | 18             |
| Двойки парные (лёгкий вес) | Фабиана Бельтраме Луана Бартоло | 7:34.37          | 6                | 7:27.46            | 4                  |               |               |               |               | Финал C | Финал C | 13             |
| Двойки парные (лёгкий вес) | Фабиана Бельтраме Луана Бартоло | 7:34.37          | 6                | 7:27.46            | 4                  | 7:41.43       | 1             |               |               |         |         | 13             |

### Баскетбол
Спортсменов — 24

#### Мужчины
Состав команды
Результаты
Групповой этап (Группа B)
| Место | Сборная        | В | П | МЗ  | МП  | МР   | Очки |
| ----- | -------------- | - | - | --- | --- | ---- | ---- |
| 1     | Россия         | 4 | 1 | 400 | 359 | +41  | 9    |
| 2     | Бразилия       | 4 | 1 | 402 | 349 | +53  | 9    |
| 3     | Испания        | 3 | 2 | 414 | 394 | +20  | 8    |
| 4     | Австралия      | 3 | 2 | 410 | 373 | +37  | 8    |
| 5     | Великобритания | 1 | 4 | 370 | 405 | −35  | 6    |
| 6     | Китай          | 0 | 5 | 313 | 439 | −126 | 5    |

| 29 июля 2012 11:45 (UTC+1) |  | Бразилия | ' | Австралия | Баскетбольная арена, Лондон |

| 31 июля 2012 16:45 (UTC+1) |  | Великобритания | ' | Бразилия | Баскетбольная арена, Лондон |

| 2 августа 2012 16:45 (UTC+1) |  | Бразилия | ' | Победитель квалификации 3 | Баскетбольная арена, Лондон |

| 4 августа 2012 16:45 (UTC+1) |  | Китай | ' | Бразилия | Баскетбольная арена, Лондон |

| 6 августа 2012 22:00 (UTC+1) |  | Испания | ' | Бразилия | Баскетбольная арена, Лондон |

#### Женщины
Состав команды
Результаты
Групповой этап (Группа B)
| Место | Сборная        | В | П | МЗ  | МП  | МР  | Очки |
| ----- | -------------- | - | - | --- | --- | --- | ---- |
| 1     | Франция        | 5 | 0 | 356 | 319 | +37 | 10   |
| 2     | Австралия      | 4 | 1 | 353 | 322 | +31 | 9    |
| 3     | Россия         | 3 | 2 | 314 | 308 | +6  | 8    |
| 4     | Канада         | 2 | 3 | 328 | 332 | -4  | 7    |
| 5     | Бразилия       | 1 | 4 | 329 | 354 | -25 | 6    |
| 6     | Великобритания | 0 | 5 | 327 | 372 | -45 | 5    |

| 28 июля 2012 20:00 (UTC+1) |  | Бразилия | ' | Победитель квалификации 5 | Баскетбольная арена, Лондон |

| 30 июля 2012 16:45 (UTC+1) |  | Россия | ' | Бразилия | Баскетбольная арена, Лондон |

| 1 августа 2012 14:30 (UTC+1) |  | Австралия | ' | Бразилия | Баскетбольная арена, Лондон |

| 3 августа 2012 14:30 (UTC+1) |  | Бразилия | ' | Победитель квалификации 3 | Баскетбольная арена, Лондон |

| 5 августа 2012 22:15 (UTC+1) |  | Великобритания | ' | Бразилия | Баскетбольная арена, Лондон |

### Бокс
Спортсменов — 10
Мужчины
| Соревнование | Спортсмены          | Первый раунд                | Второй раунд                    | Четвертьфинал                     | Полуфинал                   | Финал                     | Место                |
| Соревнование | Спортсмены          | Соперник Результат          | Соперник Результат              | Соперник Результат                | Соперник Результат          | Соперник Результат        | Место                |
| ------------ | ------------------- | --------------------------- | ------------------------------- | --------------------------------- | --------------------------- | ------------------------- | -------------------- |
| до 52 кг     | Жулиан Нету         | Пак Чон Чхоль (PRK) В 12-8  | Хавьер Синтрон (PUR) П 13-18    | Завершил выступление              | Завершил выступление        | Завершил выступление      | Завершил выступление |
| до 56 кг     | Робенилсон ди Жезус | Орзубек Шаимов (UZB) В 13-7 | Сергей Водопьянов (RUS) В 13-11 | Ласаро Альварес (CUB) П 11-16     | Завершил выступление        | Завершил выступление      | Завершил выступление |
| до 60 кг     | Робсон Консейсан    | Джош Тейлор (GBR) П 9-13    | Завершил выступление            | Завершил выступление              | Завершил выступление        | Завершил выступление      | Завершил выступление |
| до 64 кг     | Эвертон Лопис       |                             | Роньель Иглесиас (CUB) П 11-16  | Завершил выступление              | Завершил выступление        | Завершил выступление      | Завершил выступление |
| до 69 кг     | Мике Карвалью       | Эррол Спенс (USA) П 10-16   | Завершил выступление            | Завершил выступление              | Завершил выступление        | Завершил выступление      | Завершил выступление |
| до 75 кг     | Эскива Фалкан       |                             | Солтан Мигитинов (AZE) В 24-11  | Золтан Харча (HUN) В 14-10        | Энтони Огого (GBR) В 16-9   | Рёта Мурата (JPN) П 13-14 | 2                    |
| до 81 кг     | Ямагути Фалкан      | Сумит Сангван (IND) В 15-14 | Мэн Фаньлун (CHN) В 17-17 РС    | Хулио Сесар ла Крус (CUB) В 18-15 | Егор Мехонцев (RUS) П 11-23 | Завершил выступление      | 3                    |

Женщины
| Соревнование | Спортсмены     | Первый раунд                 | Четвертьфинал               | Полуфинал                   | Финал                 | Место                 |
| Соревнование | Спортсмены     | Соперник Результат           | Соперник Результат          | Соперник Результат          | Соперник Результат    | Место                 |
| ------------ | -------------- | ---------------------------- | --------------------------- | --------------------------- | --------------------- | --------------------- |
| до 51 кг     | Эрика Матос    | Карла Мальокко (VEN) П 14-15 | Завершила выступление       | Завершила выступление       | Завершила выступление | Завершила выступление |
| до 60 кг     | Адриана Араужо | Саида Хасенова (KAZ) В 16-14 | Махжуба Убтил (MAR) В 16-12 | Софья Очигава (RUS) П 11-17 | Завершила выступление | 3                     |
| до 75 кг     | Розели Фейтоза | Ли Цзиньцзы (CHN) П 14-19    | Завершила выступление       | Завершила выступление       | Завершила выступление | Завершила выступление |

### Велоспорт
Спортсменов — 9

#### Шоссейный велоспорт
Мужчины
| Соревнование     | Спортсмен       | Время          | Место          |
| ---------------- | --------------- | -------------- | -------------- |
| Групповая гонка  | Мурилу Фишер    | 5:46:37        | 31             |
| Групповая гонка  | Мано Назарет    | Не финишировал | Не финишировал |
| Групповая гонка  | Греголри Панизо | Не финишировал | Не финишировал |
| Раздельная гонка | Мано Назарет    | 55:50.77       | 26             |

Женщины
| Соревнование     | Спортсменка         | Время              | Место              |
| ---------------- | ------------------- | ------------------ | ------------------ |
| Групповая гонка  | Клемильда Фернандес | 3:35:56            | 23                 |
| Групповая гонка  | Жанильдес Фернандес | Не финишировала    | Не финишировала    |
| Групповая гонка  | Фернанда да Силва   | Вне лимита времени | Вне лимита времени |
| Раздельная гонка | Клемильда Фернандес | 41:25.39           | 18                 |

#### Маунтинбайк
Мужчины
| Соревнование | Спортсмен       | Результат | Место |
| ------------ | --------------- | --------- | ----- |
| Кросс-кантри | Рубенс Донизете | 1:34:23   | 24    |

#### BMX
Мужчины
| Соревнование | Спортсмен      | Квалификация | Квалификация | Четвертьфинал | Четвертьфинал | Четвертьфинал | Четвертьфинал | Четвертьфинал | Четвертьфинал | Четвертьфинал | Полуфинал            | Полуфинал            | Полуфинал            | Полуфинал            | Полуфинал            | Финал                | Место |
| Соревнование | Спортсмен      | Результат    | Место        | 1 гонка Место | 2 гонка Место | 3 гонка Место | 4 гонка Место | 5 гонка Место | Всего         | Место         | 1 гонка Место        | 2 гонка Место        | 3 гонка Место        | Всего                | Место                | Финал                | Место |
| ------------ | -------------- | ------------ | ------------ | ------------- | ------------- | ------------- | ------------- | ------------- | ------------- | ------------- | -------------------- | -------------------- | -------------------- | -------------------- | -------------------- | -------------------- | ----- |
| BMX          | Ренату Резенде | 38.628       | 8            | 2             | 8             | 10            | 8             | 8             | 36            | 8             | Завершил выступление | Завершил выступление | Завершил выступление | Завершил выступление | Завершил выступление | Завершил выступление | 32    |

Женщины
| Соревнование | Спортсменка | Квалификация | Квалификация | Полуфинал     | Полуфинал     | Полуфинал     | Полуфинал | Полуфинал | Финал                 | Место |
| Соревнование | Спортсменка | Результат    | Место        | 1 гонка Место | 2 гонка Место | 3 гонка Место | Всего     | Место     | Финал                 | Место |
| ------------ | ----------- | ------------ | ------------ | ------------- | ------------- | ------------- | --------- | --------- | --------------------- | ----- |
| BMX          | Скел Стейн  | 42.995       | 15           | 8             | 10            | 10            | 28        | 8         | Завершила выступление | 16    |

### Водные виды спорта

#### Плавание
Спортсменов — 17
В следующий раунд на каждой дистанции проходят лучшие спортсмены по времени, независимо от места занятого в своём заплыве.
Мужчины
| Соревнование                 | Спортсмен | Предварительные заплывы | Предварительные заплывы | Полуфиналы           | Полуфиналы           | Финал                 | Финал                 |
| Соревнование                 | Спортсмен | Результат               | Место                   | Результат            | Место                | Результат             | Место                 |
| ---------------------------- | --- | ----------------------- | ----------------------- | -------------------- | -------------------- | --------------------- | --------------------- |
| 50 м вольный стиль           | Сезар Сьелу | 21,80                   | 2                       | 21,54                | 1                    | 21,59                 | 3                     |
| 50 м вольный стиль           | Бруно Фратус                                                                                                   | 21,82                   | 3                       | 21,63                | 4                    | 21,61                 | 4                     |
| 100 м вольный стиль          | Сезар Сьелу | 48,67                   | 11                      | 48,17                | 5                    | 47,92                 | 6                     |
| 100 м вольный стиль          | Николас Оливейра                                                                                               | 49,51                   | 24                      | Завершил выступление | Завершил выступление | Завершил выступление  | Завершил выступление  |
| 100 м баттерфляй             | Кайо де Алмейда                                                                                                | 53,14                   | 27                      | Завершил выступление | Завершил выступление | Завершил выступление  | Завершил выступление  |
| 200 м баттерфляй             | Кайо де Алмейда                                                                                                | 1:56,99                 | 17                      | Завершил выступление | Завершил выступление | Завершил выступление  | Завершил выступление  |
| 200 м баттерфляй             | Леонардо де Деус                                                                                               | 1:58,03                 | 21                      | Завершил выступление | Завершил выступление | Завершил выступление  | Завершил выступление  |
| 100 м на спине               | Даниэль Оржеховски                                                                                             | 55,16                   | 20                      | Завершил выступление | Завершил выступление | Завершил выступление  | Завершил выступление  |
| 200 м на спине               | Леонардо де Деус                                                                                               | 1:58,22                 | 16                      | 1:58,14              | 13                   | Завершил выступление  | Завершил выступление  |
| 100 м брасс                  | Фелипе Лима | 1:00,57                 | 16                      | 1:00,08              | 13                   | Завершил выступление  | Завершил выступление  |
| 100 м брасс                  | Фелипе Франса Силва                                                                                            | 1:00,38                 | 15                      | 1:00,01              | 12                   | Завершил выступление  | Завершил выступление  |
| 200 м брасс                  | Энрике Барбоза                                                                                                 | 2:12,05                 | 19                      | Завершил выступление | Завершил выступление | Завершил выступление  | Завершил выступление  |
| 200 м брасс                  | Талеш Седейра                                                                                                  | 2:11,05                 | 13                      | 2:09,77              | 9                    | Завершил выступление  | Завершил выступление  |
| 200 м комплекс               | Тьягу Перейра                                                                                                  | 1:58,31                 | 5                       | 1:57,45              | 4                    | 1:56,74               | 4                     |
| 200 м комплекс               | Энрике Родригеш                                                                                                | 1:59,37                 | 10                      | 1:59,58              | 12                   | Завершил выступление  | Завершил выступление  |
| 400 м комплекс               | Тьягу Перейра                                                                                                  | 4:12,39                 | 4                       |                      |                      | 4:08,86               | 2                     |
| 4×100 м вольный стиль        | Сезар Сьелу Марсело Кьеригини Жоао де Лукка Бруно Фратус Николас Оливейра Николас Сантос                       | 3:16,14                 | 9                       |                      |                      | Завершили выступление | Завершили выступление |
| 4×100 метров комбинированная | Сезар Сьелу Фелипе Лима Марсело Кьеригини Кайо де Алмейда Даниэль Оржеховски Тьяго Перейра Фелипе Франса Силва | 3:37,00                 | 15                      |                      |                      | Завершили выступление | Завершили выступление |

Женщины
| Соревнование        | Спортсменка      | Предварительный раунд | Предварительный раунд | Полуфинал             | Полуфинал             | Финал                 | Финал                 |
| Соревнование        | Спортсменка      | Результат             | Место                 | Результат             | Место                 | Результат             | Место                 |
| ------------------- | ---------------- | --------------------- | --------------------- | --------------------- | --------------------- | --------------------- | --------------------- |
| 50 м вольный стиль  | Грациэль Херрман | 25,44                 | 18                    | Завершила выступление | Завершила выступление | Завершила выступление | Завершила выступление |
| 100 м вольный стиль | Дайнара де Паула | 55,94                 | 19                    | Завершила выступление | Завершила выступление | Завершила выступление | Завершила выступление |
| 100 м баттерфляй    | Дайнара де Паула | 1:00,14               | 33                    | Завершила выступление | Завершила выступление | Завершила выступление | Завершила выступление |
| 200 м баттерфляй    | Жоанна Мелу      | 2:13,17               | 26                    | Завершила выступление | Завершила выступление | Завершила выступление | Завершила выступление |
| 100 м на спине      | Фабиола Молина   | 1:01,40               | 25                    | Завершила выступление | Завершила выступление | Завершила выступление | Завершила выступление |
| 200 м комплекс      | Жоанна Мелу      | 2:14,26               | 16                    | 2:14,74               | 15                    | Завершила выступление | Завершила выступление |
| 400 м комплекс      | Жоанна Мелу      | Не стартовала         | Не стартовала         |                       |                       | Завершила выступление | Завершила выступление |

Открытая вода
| Соревнование  | Спортсменка     | Результат       | Отставание      | Место           |
| ------------- | --------------- | --------------- | --------------- | --------------- |
| 10 километров | Полиана Окимото | Не финишировала | Не финишировала | Не финишировала |

#### Прыжки в воду
Спортсменов — 3
Мужчины
| Соревнование      | Спортсмены   | Предварительный раунд | Предварительный раунд | Полуфинал            | Полуфинал            | Финал                | Финал                |
| Соревнование      | Спортсмены   | Результат             | Место                 | Результат            | Место                | Результат            | Место                |
| ----------------- | ------------ | --------------------- | --------------------- | -------------------- | -------------------- | -------------------- | -------------------- |
| Трамплин, 3 метра | Сезар Кастро | 441,90                | 14                    | 388,40               | 17                   | Завершил выступление | Завершил выступление |
| Вышка, 10 метров  | Уго Паризи   | 363,70                | 30                    | Завершил выступление | Завершил выступление | Завершил выступление | Завершил выступление |

Женщины
| Соревнование      | Спортсмены     | Предварительный раунд | Предварительный раунд | Полуфинал             | Полуфинал             | Финал                 | Финал                 |
| Соревнование      | Спортсмены     | Результат             | Место                 | Результат             | Место                 | Результат             | Место                 |
| ----------------- | -------------- | --------------------- | --------------------- | --------------------- | --------------------- | --------------------- | --------------------- |
| Трамплин, 3 метра | Жулиана Велозу | 241,15                | 28                    | Завершила выступление | Завершила выступление | Завершила выступление | Завершила выступление |

#### Синхронное плавание
Спортсменов — 2
| Соревнование | Спортсменки                 | Техническая программа | Техническая программа | Произвольная программа (квалификация) | Произвольная программа (квалификация) | Произвольная программа (квалификация) | Произвольная программа (финал) | Произвольная программа (финал) | Произвольная программа (финал) |
| Соревнование | Спортсменки                 | Очки                  | Место                 | Очки                                  | Всего                                 | Место                                 | Очки                           | Всего                          | Место                          |
| ------------ | --------------------------- | --------------------- | --------------------- | ------------------------------------- | ------------------------------------- | ------------------------------------- | ------------------------------ | ------------------------------ | ------------------------------ |
| Дуэты        | Лара Тейшейра Наяра Фигейра | 87,100                | 12                    | 87,000                                | 174,100                               | 13                                    | Завершили выступление          | Завершили выступление          | Завершили выступление          |

### Волейбол
Спортсменов — 30

#### Волейбол

##### Мужчины
Состав команды
Главный тренер: Бернардиньо, тренер: Леоналдо Роберлей
Результаты
Группа B
|             | Очки | Матчи   | Матчи   | Матчи | Мячи | Мячи | Мячи | Сеты | Сеты | Сеты |
| И           | Очки | В (3:2) | П (2:3) | В     | П    | В:П  | В    | П    | В:П  |      |
| ----------- | ---- | ------- | ------- | ----- | ---- | ---- | ---- | ---- | ---- | ---- |
| 1. Бразилия | 0    | 0       | 0 (0)   | 0 (0) | 0    | 0    | max  | 0    | 0    | max  |
| 2. Россия   | 0    | 0       | 0 (0)   | 0 (0) | 0    | 0    | max  | 0    | 0    | max  |
| 3. США      | 0    | 0       | 0 (0)   | 0 (0) | 0    | 0    | max  | 0    | 0    | max  |
| 4. Сербия   | 0    | 0       | 0 (0)   | 0 (0) | 0    | 0    | max  | 0    | 0    | max  |
| 5. Германия | 0    | 0       | 0 (0)   | 0 (0) | 0    | 0    | max  | 0    | 0    | max  |
| 6. Тунис    | 0    | 0       | 0 (0)   | 0 (0) | 0    | 0    | max  | 0    | 0    | max  |

| Дата  | Время |          | Счёт |          | Сеты | Сеты | Сеты | Сеты | Сеты | Отчёт |
| Дата  | Время | 1        | Счёт | 2        | 3    | 4    | 5    |      |      | Отчёт |
| ----- | ----- | -------- | ---- | -------- | ---- | ---- | ---- | ---- | ---- | ----- |
| 29.07 | 22:00 | Бразилия |      | Тунис    |      |      |      |      |      |       |
| 31.07 | 22:00 | Бразилия |      | Россия   |      |      |      |      |      |       |
| 2.08  | 20:00 | Бразилия |      | США      |      |      |      |      |      |       |
| 4.08  | 22:00 | Бразилия |      | Сербия   |      |      |      |      |      |       |
| 6.08  | 22:00 | Бразилия |      | Германия |      |      |      |      |      |       |

### Гребля на байдарках и каноэ
Спортсменов — 3

#### Гребля на гладкой воде
Мужчины
| Соревнование | Спортсмены                    | Предварительный этап | Предварительный этап | Полуфинал | Полуфинал | Финал    | Финал   | Итоговое место |
| Соревнование | Спортсмены                    | Время                | Место                | Время     | Место     | Время    | Место   | Итоговое место |
| ------------ | ----------------------------- | -------------------- | -------------------- | --------- | --------- | -------- | ------- | -------------- |
| К-1, 200 м   | Ронилсон Оливейра             | 42,216               | 5                    | 42,560    | 5         | Финал B  | Финал B | 12             |
| К-1, 200 м   | Ронилсон Оливейра             | 42,216               | 5                    | 42,560    | 5         | 44,586   | 4       | 12             |
| К-2, 1000 м  | Эрлон Силва Ронилсон Оливейра | 3:41,014             | 2                    | 3:42,101  | 5         | Финал B  | Финал B | 10             |
| К-2, 1000 м  | Эрлон Силва Ронилсон Оливейра | 3:41,014             | 2                    | 3:42,101  | 5         | 3:41,484 | 2       | 10             |

#### Гребной слалом
Женщины
| Соревнование | Спортсменка | Предварительный этап | Предварительный этап | Полуфинал             | Полуфинал             | Финал                 | Финал                 |
| Соревнование | Спортсменка | Время                | Место                | Время                 | Место                 | Время                 | Место                 |
| ------------ | ----------- | -------------------- | -------------------- | --------------------- | --------------------- | --------------------- | --------------------- |
| Б-1          | Ана Сатила  | 110,83               | 16                   | Завершила выступление | Завершила выступление | Завершила выступление | Завершила выступление |

### Дзюдо
Спортсменов — 14
Соревнования по дзюдо проводились по системе на выбывание. Утешительные встречи проводились между спортсменами, потерпевшими поражение в четвертьфинале турнира. Победители утешительных встреч встречались в схватке за 3-е место со спортсменами, проигравшими в полуфинале в противоположной половине турнирной сетки.
Мужчины
| Категория    | Спортсмен        | 1/32 финала                           | 1/16 финала                                    | 1/8 финала                               | Четвертьфинал                             | Полуфинал                               | Финал                             | Место                |
| Категория    | Спортсмен        | Соперник Результат                    | Соперник Результат                             | Соперник Результат                       | Соперник Результат                        | Соперник Результат                      | Соперник Результат                | Место                |
| ------------ | ---------------- | ------------------------------------- | ---------------------------------------------- | ---------------------------------------- | ----------------------------------------- | --------------------------------------- | --------------------------------- | -------------------- |
| до 60 кг     | Фелипе Китадай   | Не участвовал                         | Даваадоржийн Томорхулэг (MGL) поб. 0110 — 0000 | Эйза Маджраши (KSA) поб. 0210 — 0000     | Ришод Собиров (UZB) пор. 0001 — 1000      | За 3-е место                            | За 3-е место                      | 3                    |
| до 60 кг     | Фелипе Китадай   | Не участвовал                         | Даваадоржийн Томорхулэг (MGL) поб. 0110 — 0000 | Эйза Маджраши (KSA) поб. 0210 — 0000     | Ришод Собиров (UZB) пор. 0001 — 1000      | Чхве Гван Хён (KOR) поб. 0011 — 0001    | Элио Верде (ITA) поб. 0011 — 0000 | 3                    |
| до 66 кг     | Леандро Кунья    | Не участвовал                         | Павел Загродник (POL) пор. 0001 — 0011         | Завершил выступление                     | Завершил выступление                      | Завершил выступление                    | Завершил выступление              | Завершил выступление |
| до 73 кг     | Бруно Мендонса   | Не участвовал                         | Фред Янник Увасе (RWA) поб. 0100 — 0000        | Декс Эльмонт (NED) пор. 0002 — 0011      | Завершил выступление                      | Завершил выступление                    | Завершил выступление              | Завершил выступление |
| до 81 кг     | Леандру Гильейру | Не участвовал                         | Константин Овчинников (LAT) поб. 0010 — 0002   | Сафуан Аттаф (MAR) поб. 1001 — 0001      | Трэвис Стивенс (USA) пор. 0000 — 0101     | За 3-е место                            | За 3-е место                      | 7                    |
| до 81 кг     | Леандру Гильейру | Не участвовал                         | Константин Овчинников (LAT) поб. 0010 — 0002   | Сафуан Аттаф (MAR) поб. 1001 — 0001      | Трэвис Стивенс (USA) пор. 0000 — 0101     | Такахиро Накаи (JPN) пор. 0001 — 0012   | Завершил выступление              | 7                    |
| до 90 кг     | Тиагу Камилу     |                                       | Роман Гонтюк (UKR) поб. 1001 — 0001            | Роберто Мелони (ITA) поб. 1011 — 0001    | Дильшод Чориев (UZB) поб. 0010 — 0002     | Сон Дэ Нам (KOR) пор. 0012 — 0112       | За 3-е место                      | 5                    |
| до 90 кг     | Тиагу Камилу     | Илиас Илиадис (GRE) пор. 0000 — 0001  | Роман Гонтюк (UKR) поб. 1001 — 0001            | Роберто Мелони (ITA) поб. 1011 — 0001    | Дильшод Чориев (UZB) поб. 0010 — 0002     | Сон Дэ Нам (KOR) пор. 0012 — 0112       |                                   | 5                    |
| до 100 кг    | Люсиано Корреа   |                                       | Умар Коне (MLI) поб. 0102 — 0002               | Хенк Грол (NED) пор. 0003 — 0101         | Завершил выступление                      | Завершил выступление                    | Завершил выступление              | Завершил выступление |
| свыше 100 кг | Рафаэль Силва    |                                       | Тормодур Арни Йонссон (ISL) поб. 0100 — 0000   | Мариюс Пашкевичюс (LTU) поб. 1001 — 0001 | Александр Михайлин (RUS) пор. 0001 — 0001 | За 3-е место                            | За 3-е место                      | 3                    |
| свыше 100 кг | Рафаэль Силва    | Барна Бор (HUN) поб. 0001 — 0001 (GS) | Тормодур Арни Йонссон (ISL) поб. 0100 — 0000   | Мариюс Пашкевичюс (LTU) поб. 1001 — 0001 | Александр Михайлин (RUS) пор. 0001 — 0001 | Ким Сун Мин (KOR) поб. 0011 — 0002 (GS) |                                   | 3                    |

Женщины
| Категория   | Спортсменка            | 1/16 финала                            | 1/8 финала                            | Четвертьфинал                           | Полуфинал                               | Финал                                  | Место                 |
| Категория   | Спортсменка            | Соперник Результат                     | Соперник Результат                    | Соперник Результат                      | Соперник Результат                      | Соперник Результат                     | Место                 |
| ----------- | ---------------------- | -------------------------------------- | ------------------------------------- | --------------------------------------- | --------------------------------------- | -------------------------------------- | --------------------- |
| до 48 кг    | Сара Менезеш           | Ван Нгок Ту (VIE) поб. 0021 — 0002     | Летиция Пайе (FRA) поб. 0010 — 0001   | Ву Шугэнь (CHN) поб. 0011 — 0002        | Шарлин ван Сник (BEL) поб. 0010 — 0000  | Алина Думитру (ROU) поб. 0110 — 0001   | 1                     |
| до 52 кг    | Эрика Миранда          | Не участвовала                         | Ким Кён Ок (KOR) пор. 0001 — 1012     | Завершила выступление                   | Завершила выступление                   | Завершила выступление                  | Завершила выступление |
| до 57 кг    | Рафаэла Силва          | Мириам Ропер (GER) поб. 0021 — 0002    | Хедвиг Каракаш (HUN) пор. 0000 — 0100 | Завершила выступление                   | Завершила выступление                   | Завершила выступление                  | Завершила выступление |
| до 63 кг    | Мариана Силва          | Ксю Лили (CHN) пор. 0001 — 1012        | Завершила выступление                 | Завершила выступление                   | Завершила выступление                   | Завершила выступление                  | Завершила выступление |
| до 70 кг    | Мария Портела          | Юри Алвеар (COL) пор. 0000 — 1100      | Завершила выступление                 | Завершила выступление                   | Завершила выступление                   | Завершила выступление                  | Завершила выступление |
| до 78 кг    | Майра Агиар            | Не участвовала                         | Хана Марегни (TUN) поб. 0200 — 0003   | Дарья Погоржелец (POL) поб. 0200 — 0000 | Кайла Харрисон (USA) пор. 0000 — 1010   | За 3-е место                           | 3                     |
| до 78 кг    | Майра Агиар            | Не участвовала                         | Хана Марегни (TUN) поб. 0200 — 0003   | Дарья Погоржелец (POL) поб. 0200 — 0000 | Кайла Харрисон (USA) пор. 0000 — 1010   | Маринда Феркерк (NED) поб. 1000 — 0000 | 3                     |
| свыше 78 кг | Мария Суэльен Альтеман | Анн-Софи Мондье (FRA) поб. 0101 — 0000 | Нихал Чихруху (TUN) поб. 1001 — 0001  | Мика Сугимото (JPN) пор. 0100 — 0000    | За 3-е место                            | За 3-е место                           | 5                     |
| свыше 78 кг | Мария Суэльен Альтеман | Анн-Софи Мондье (FRA) поб. 0101 — 0000 | Нихал Чихруху (TUN) поб. 1001 — 0001  | Мика Сугимото (JPN) пор. 0100 — 0000    | Гульжан Иссанова (KAZ) поб. 0111 — 0002 | Тонь Вэн (CHN) пор. 0001 — 0100        | 5                     |

### Конный спорт
Спортсменов — 9

#### Конкур
В каждом из раундов спортсменам необходимо было пройти дистанцию с разным количеством препятствий и разным лимитом времени. За каждое сбитое препятствие спортсмену начислялось 4 штрафных балла, за превышение лимита времени 1 штрафное очко (за каждые 5 секунд). В финал личного первенства могло пройти только три спортсмена от одной страны. В зачёт командных соревнований шли три лучших результата, показанные спортсменами во время личного первенства.
| Соревнование              | Спортсмены                                                          | Квалификация | Квалификация | Квалификация         | Квалификация         | Квалификация         | Квалификация         | Квалификация         | Квалификация         | Финал                | Финал                | Финал                | Финал                | Финал |
| Соревнование              | Спортсмены                                                          | 1 раунд      | 1 раунд      | 2 раунд              | Всего                | Всего                | 3 раунд              | Всего                | Всего                | Финал A              | Финал A              | Финал B              | Всего                | Всего |
| Соревнование              | Спортсмены                                                          | Штраф        | Место        | Штраф                | Штраф                | Место                | Штраф                | Штраф                | Место                | Штраф                | Место                | Штраф                | Штраф                | Место |
| ------------------------- | ------------------------------------------------------------------- | ------------ | ------------ | -------------------- | -------------------- | -------------------- | -------------------- | -------------------- | -------------------- | -------------------- | -------------------- | -------------------- | -------------------- | ----- |
| Индивидуальное первенство | Альваро Нето на Rahmannshof’s Bogen                                 | 0            | 1 (Q)        | 0                    | 0                    | 1 (Q)                | 8                    | 8                    | 11 (Q)               | 4                    | 11 (Q)               | 5                    | 9                    | 12    |
| Индивидуальное первенство | Родриго Пессоа на Rebozo                                            | 1            | 31 (Q)       | 4                    | 5                    | 27 (Q)               | 5                    | 10                   | 25 (Q)               | 4                    | 11 (Q)               | 13                   | 17                   | 22    |
| Индивидуальное первенство | Хосе Фернандес Филью на Maestro St Lois                             | 0            | 1 (Q)        | 4                    | 4                    | 17 (Q)               | 46                   | 50                   | 45                   | Завершил выступление | Завершил выступление | Завершил выступление | Завершил выступление | 45    |
| Индивидуальное первенство | Карлос Мотта Рибас на Wilexo                                        | DNF (42)     | 72           | Завершил выступление | Завершил выступление | Завершил выступление | Завершил выступление | Завершил выступление | Завершил выступление | Завершил выступление | Завершил выступление | Завершил выступление | Завершил выступление | 72    |
| Командное первенство      | Альваро Нето Родриго Пессоа Хосе Фернандес Филью Карлос Мотта Рибас |              |              | 0 4 —                | 8                    | 7 (Q)                | 8 5 46 —             | 67                   |                      |                      |                      |                      |                      | 8     |

#### Выездка
| Соревнование              | Спортсменка             | Гран-при  | Гран-при | Специальный гран-при  | Специальный гран-при  | Произвольный гран-при | Произвольный гран-при | Всего                 | Всего |
| Соревнование              | Спортсменка             | Результат | Место    | Результат             | Место                 | Техника               | Артистизм             | Результат             | Место |
| ------------------------- | ----------------------- | --------- | -------- | --------------------- | --------------------- | --------------------- | --------------------- | --------------------- | ----- |
| Индивидуальное первенство | Луиза Алмейда на Pastor | 65.866    | 47       | Завершила выступление | Завершила выступление | Завершила выступление | Завершила выступление | Завершила выступление | 47    |

#### Троеборье
| Соревнование              | Спортсмены                                            | Выездка   | Выездка | Кросс                | Кросс                | Кросс                | Конкур               | Конкур               | Конкур               | Конкур               | Конкур               | Конкур               | Всего                | Всего |
| Соревнование              | Спортсмены                                            | Выездка   | Выездка | Кросс                | Кросс                | Кросс                | Квалификация         | Квалификация         | Квалификация         | Финал                | Финал                | Финал                | Всего                | Всего |
| Соревнование              | Спортсмены                                            | Результат | Место   | Штраф                | Всего                | Место                | Штраф                | Всего                | Место                | Штраф                | Всего                | Место                | Штраф                | Место |
| ------------------------- | ----------------------------------------------------- | --------- | ------- | -------------------- | -------------------- | -------------------- | -------------------- | -------------------- | -------------------- | -------------------- | -------------------- | -------------------- | -------------------- | ----- |
| Индивидуальное первенство | Сергей Фофанофф на Barbara TW                         | 72,00     | 73      | Завершил выступление | Завершил выступление | Завершил выступление | Завершил выступление | Завершил выступление | Завершил выступление | Завершил выступление | Завершил выступление | Завершил выступление | Завершил выступление | 73    |
| Индивидуальное первенство | Руи Фонсека на Tom Bombadil Too                       | 53,90     | 48      | 26,40                | 80,30                | 45                   | 12,00                | 92,30                | 42                   | Завершил выступление | Завершил выступление | Завершил выступление | 92,30                | 42    |
| Индивидуальное первенство | Марсио Жорже на Josephine MCJ                         | 58,50     | 58      | 42,80                | 101,30               | 50                   | 4,00                 | 105,30               | 46                   | Завершил выступление | Завершил выступление | Завершил выступление | 105,30               | 46    |
| Индивидуальное первенство | Марсело Този на Eleda All Black                       | 58,00     | 57      | 29,60                | 87,60                | 47                   | 10,00                | 97,60                | 44                   | Завершил выступление | Завершил выступление | Завершил выступление | 97,60                | 44    |
| Командное первенство      | Сергей Фофанофф Руи Фонсека Марсио Жорже Марсело Този | 170,40    | 13      | 98,80                | 269,20               | 10                   | 26,00                | 295,20               | 9                    |                      |                      |                      | 295,20               | 9     |

### Лёгкая атлетика
Спортсменов — 36
Мужчины
| Дисциплина      | Спортсмен | Предварительный раунд | Предварительный раунд | Четвертьфинал | Четвертьфинал | Полуфинал            | Полуфинал            | Финал                | Финал                |
| Дисциплина      | Спортсмен | Результат             | Место                 | Результат     | Место         | Результат            | Место                | Результат            | Место                |
| --------------- | --- | --------------------- | --------------------- | ------------- | ------------- | -------------------- | -------------------- | -------------------- | -------------------- |
| 200 м           | Бруну ди Баррус                                                                                                | 20,52                 | 2                     |               |               | 20,55                | 6                    | Завершил выступление | Завершил выступление |
| 200 м           | Алдемир да Силва Жуниор                                                                                        | 20,53                 | 2                     |               |               | 20,63                | 5                    | Завершил выступление | Завершил выступление |
| 200 м           | Сандру Виана                                                                                                   | 21,05                 | 7                     |               |               | Завершил выступление | Завершил выступление | Завершил выступление | Завершил выступление |
| 800 м           | Фабиано Пешанья                                                                                                | 1:46,29               | 2                     |               |               | 1:46,29              | 7                    | Завершил выступление | Завершил выступление |
| 800 м           | Клеберсон Давид                                                                                                | Не стартовал          | Не стартовал          |               |               | Завершил выступление | Завершил выступление | Завершил выступление | Завершил выступление |
| марафон         | Марилсон душ Сантуш                                                                                            |                       |                       |               |               |                      |                      | 2:11:10              | 5                    |
| марафон         | Паулу Роберту Паула                                                                                            |                       |                       |               |               |                      |                      | 2:12:17              | 8                    |
| марафон         | Франк де Алмейда                                                                                               |                       |                       |               |               |                      |                      | 2:13:35              | 13                   |
| ходьба на 20 км | Кайо Бонфим |                       |                       |               |               |                      |                      | 1:24:45              | 39                   |
| 4×100 м         | Нилсон Андре Алдемир да Силва Жуниор Бруну ди Баррус Сандру Виана Карлуш Роберту де Мораиш Жозе Карлус Морейра | 38,35                 | 4                     |               |               |                      |                      | Завершил выступление | Завершил выступление |
| прыжки в длину  | Мауро Винициус да Силва                                                                                        | 8.11                  | 1                     |               |               |                      |                      | 8.01                 | 7                    |
| тройной прыжок  | Жонатан Энрике Силва                                                                                           | 15.59                 | 26                    |               |               |                      |                      | Завершил выступление | Завершил выступление |
| метание диска   | Рональд Жулиао                                                                                                 | 56.20                 | 41                    |               |               |                      |                      | Завершил выступление | Завершил выступление |
| прыжки в высоту | Гильерме Коббо                                                                                                 | 2.21                  | 16                    |               |               |                      |                      | Завершил выступление | Завершил выступление |
| прыжки с шестом | Фабио Гомеш да Силва                                                                                           | Нет зачётных попыток  | Нет зачётных попыток  |               |               |                      |                      | Завершил выступление | Завершил выступление |
| десятиборье     | Луис Альберто де Араужо                                                                                        |                       |                       |               |               |                      |                      | 7849                 | 19                   |

Женщины
| Дисциплина      | Спортсменка                                                                                       | Предварительный раунд | Предварительный раунд | Четвертьфинал | Четвертьфинал | Полуфинал             | Полуфинал             | Финал                 | Финал                 |
| Дисциплина      | Спортсменка                                                                                       | Результат             | Место                 | Результат     | Место         | Результат             | Место                 | Результат             | Место                 |
| --------------- | ------------------------------------------------------------------------------------------------- | --------------------- | --------------------- | ------------- | ------------- | --------------------- | --------------------- | --------------------- | --------------------- |
| 100 м           | Розанжела Сантуш                                                                                  | Не участвовала        | Не участвовала        | 11,07         | 2             | 11,17                 | 3                     | Завершила выступление | Завершила выступление |
| 200 м           | Ана Клаудия Лемош                                                                                 | 23,40                 | 5                     |               |               | Завершила выступление | Завершила выступление | Завершила выступление | Завершила выступление |
| 200 м           | Эвелин душ Сантуш                                                                                 | 22,97                 | 4                     |               |               | 22,82                 | 7                     | Завершила выступление | Завершила выступление |
| 400 м           | Жоэльма Соуза                                                                                     | 52,69                 | 4                     |               |               | Завершила выступление | Завершила выступление | Завершила выступление | Завершила выступление |
| 400 м           | Гейза Коутинью                                                                                    | 53,43                 | 5                     |               |               | Завершила выступление | Завершила выступление | Завершила выступление | Завершила выступление |
| 400 м с/б       | Жаилма де Лима                                                                                    | 57,05                 | 8                     |               |               | Завершила выступление | Завершила выступление | Завершила выступление | Завершила выступление |
| марафон         | Адриана Апаресида да Силва                                                                        |                       |                       |               |               |                       |                       | 2:33:15               | 47                    |
| 4×100 м         | Эвелин душ Сантуш Франчела Красуцки Ана Клаудия Лемош Розанжела Сантуш Тамирис де Лиз Ванда Гомеш | 42,55                 | 4                     |               |               |                       |                       | 42,91                 | 7                     |
| 4×400 м         | Гейза Коутинью Жаилма де Лима Алина душ Сантуш Жоэлма Соуза Люсимар Теодоро                       | 3:32,95               | 7                     |               |               |                       |                       | Завершили выступление | Завершили выступление |
| прыжки в длину  | Маурен Магги                                                                                      | 6.37                  | 15                    |               |               |                       |                       | Завершила выступление | Завершила выступление |
| тройной прыжок  | Кейла Кошта                                                                                       | 13.84                 | 20                    |               |               |                       |                       | Завершила выступление | Завершила выступление |
| прыжки с шестом | Фабиана Мурер                                                                                     | 4.50                  | 15                    |               |               |                       |                       | Завершила выступление | Завершила выступление |
| метание диска   | Андресса де Мораиш                                                                                | 60.94                 | 16                    |               |               |                       |                       | Завершила выступление | Завершила выступление |
| толкание ядра   | Гейза Арканжу                                                                                     | 18.47                 | 11                    |               |               |                       |                       | 19.02                 | 7                     |
| метание копья   | Лайла Феррер э Силва                                                                              | 58.39                 | 21                    |               |               |                       |                       | Завершила выступление | Завершила выступление |

### Настольный теннис
Спортсменов — 2
Соревнования по настольному теннису проходили по системе плей-офф. Каждый матч продолжался до тех пор, пока один из теннисистов не выигрывал 4 партии. Сильнейшие 16 спортсменов начинали соревнования с третьего раунда, следующие 16 по рейтингу стартовали со второго раунда.
Мужчины
| Соревнование     | Спортсмены         | Предварительный раунд | Первый раунд                | Второй раунд         | Третий раунд         | 1/8 финала           | Четвертьфинал        | Полуфинал            | Финал                | Место |
| Соревнование     | Спортсмены         | Соперник Результат    | Соперник Результат          | Соперник Результат   | Соперник Результат   | Соперник Результат   | Соперник Результат   | Соперник Результат   | Соперник Результат   | Место |
| ---------------- | ------------------ | --------------------- | --------------------------- | -------------------- | -------------------- | -------------------- | -------------------- | -------------------- | -------------------- | ----- |
| Одиночный разряд | Густаво Цубой (44) | Не участвовал         | С. Гош (IND) (57) П 2:4     | Завершил выступление | Завершил выступление | Завершил выступление | Завершил выступление | Завершил выступление | Завершил выступление | 49    |
| Одиночный разряд | Угу Ояма (59)      | Не участвовал         | Ван Цзэнъи (POL) (39) П 3:4 | Завершил выступление | Завершил выступление | Завершил выступление | Завершил выступление | Завершил выступление | Завершил выступление | 49    |

### Парусный спорт
Спортсменов — 9
Соревнования по парусному спорту в каждом из классов состояли из 10 гонок, за исключением класса 49er, где проводилось 15 заездов. В каждой гонке спортсмены стартовали одновременно. Победителем каждой из гонок становился экипаж, первым пересекший финишную черту. Количество очков, идущих в общий зачёт, соответствовало занятому командой месту. 10 лучших экипажей по результатам 10 гонок попадали в медальную гонку, результаты которой также шли в общий зачёт. В медальной гонке, очки, полученные экипажем удваивались. В случае если участник соревнований не смог завершить гонку ему начислялось количество очков, равное количеству участников плюс один. При итоговом подсчёте очков не учитывался худший результат, показанный экипажем в одной из гонок. Сборная, набравшая наименьшее количество очков, становится олимпийским чемпионом.
Мужчины
| Класс    | Спортсмены               | Гонка | Гонка | Гонка | Гонка | Гонка | Гонка | Гонка | Гонка | Гонка | Гонка | Гонка | Очки | Место |
| Класс    | Спортсмены               | 1     | 2     | 3     | 4     | 5     | 6     | 7     | 8     | 9     | 10    | M     | Очки | Место |
| -------- | ------------------------ | ----- | ----- | ----- | ----- | ----- | ----- | ----- | ----- | ----- | ----- | ----- | ---- | ----- |
| RS:X     | Рикардо Сантос           | 14    | 9     | 8     | 21    | 14    | 22    | 4     | 10    | 5     | 18    | 10    | 113  | 9     |
| Лазер    | Бруно Фонтес             | 17    | 2     | 12    | 19    | 10    | 27    | 23    | 21    | 16    | 5     | В     | 125  | 13    |
| Звёздный | Бруно Прада Роберт Шейдт | 4     | 1     | 9     | 6     | 2     | 1     | 3     | 5     | 1     | 3     | 14    | 40   | 3     |
| Финн     | Жорже Зариф              | 15    | 20    | 15    | 20    | 16    | 24    | 14    | 21    | 19    | 21    | В     | 161  | 20    |

Женщины
| Класс        | Спортсменки                    | Гонка | Гонка | Гонка | Гонка | Гонка | Гонка | Гонка | Гонка | Гонка | Гонка | Гонка | Очки | Место |
| Класс        | Спортсменки                    | 1     | 2     | 3     | 4     | 5     | 6     | 7     | 8     | 9     | 10    | M     | Очки | Место |
| ------------ | ------------------------------ | ----- | ----- | ----- | ----- | ----- | ----- | ----- | ----- | ----- | ----- | ----- | ---- | ----- |
| RS:X         | Патрисия Фрейташ               | 13    | 13    | 16    | 12    | 13    | 17    | 16    | 19    | 2     | 8     | В     | 110  | 14    |
| 470          | Ана Барбачан Фернанда Оливейра | 11    | 5     | 14    | 1     | 6     | 10    | 10    | 9     | 5     | 4     | 14    | 75   | 6     |
| Лазер Радиал | Адриана Костив                 | 11    | 15    | 27    | 31    | 25    | 17    | 42    | 26    | 30    | 34    | В     | 126  | 25    |

Использованы следующие сокращения:
- M — медальная гонка
- В — выбыл(а)

### Современное пятиборье
Спортсменов — 1
Женщины
| Соревнование | Спортсменка | Фехтование | Фехтование | Фехтование | Плавание | Плавание | Плавание | Конкур | Конкур | Конкур | Комбайн: стрельба/бег | Комбайн: стрельба/бег | Комбайн: стрельба/бег | Всего | Итоговое место |
| Соревнование | Спортсменка | Результаты | Место      | Очки       | Время    | Место    | Очки     | Штраф  | Место  | Очки   | Время                 | Место                 | Очки                  | Всего | Итоговое место |
| ------------ | ----------- | ---------- | ---------- | ---------- | -------- | -------- | -------- | ------ | ------ | ------ | --------------------- | --------------------- | --------------------- | ----- | -------------- |
| Женщины      | Яне Маркес  | 21-14      | 6          | 904        | 2:12,39  | 6        | 1212     | 48     | 9      | 1152   | 12:06,08              | 12                    | 2072                  | 5340  | 3              |

### Спортивная гимнастика
Спортсменов — 8
Мужчины
| Соревнование       | Спортсмен     | Квалификация | Квалификация | Финал                | Финал                |
| Соревнование       | Спортсмен     | Результат    | Место        | Результат            | Место                |
| ------------------ | ------------- | ------------ | ------------ | -------------------- | -------------------- |
| Многоборье         | Сержио Сасаки | 89,132       | 11           | 88,965               | 10                   |
| Вольные упражнения | Диего Иполито | 13,766       | 59           | Завершил выступление | Завершил выступление |
| Кольца             | Артур Занетти | 15,616       | 4            | 15,900               | 1                    |

Женщины
| Соревнование         | Спортсменки                                                                 | Квалификация | Квалификация | Финал                 | Финал                 |
| Соревнование         | Спортсменки                                                                 | Результат    | Место        | Результат             | Место                 |
| -------------------- | --------------------------------------------------------------------------- | ------------ | ------------ | --------------------- | --------------------- |
| Командное первенство | Аруми де Фрейташ Дайана душ Сантуш Этьен Франко Даниэль Иполито Бруна Леаль | 161,295      | 12           | Завершили выступление | Завершили выступление |

### Стрельба
Спортсменов — 2
Мужчины
| Соревнование | Спортсмены    | Квалификация | Квалификация | Финал                | Всего                | Всего                |
| Соревнование | Спортсмены    | Результат    | Место        | Финал                | Результат            | Место                |
| ------------ | ------------- | ------------ | ------------ | -------------------- | -------------------- | -------------------- |
| Дубль-трап   | Филипе Фузаро | 131          | 17           | Завершил выступление | Завершил выступление | Завершил выступление |

Женщины
| Соревнование                       | Спортсмены      | Квалификация | Квалификация | Финал                 | Всего                 | Всего                 |
| Соревнование                       | Спортсмены      | Результат    | Место        | Финал                 | Результат             | Место                 |
| ---------------------------------- | --------------- | ------------ | ------------ | --------------------- | --------------------- | --------------------- |
| Пистолет, 25 метров                | Ана Луиза Мельо | 560          | 39           | Завершила выступление | Завершила выступление | Завершила выступление |
| Пневматический пистолет, 10 метров | Ана Луиза Мельо | 367          | 43           | Завершила выступление | Завершила выступление | Завершила выступление |

### Стрельба из лука
Мужчины
| Соревнование              | Спортсмены     | Квалификация | Квалификация | 1/32 финала                    | 1/16 финала          | 1/8 финала           | Четвертьфинал        | Полуфинал            | Финал                | Место |
| Соревнование              | Спортсмены     | Результат    | Место        | Соперник Результат             | Соперник Результат   | Соперник Результат   | Соперник Результат   | Соперник Результат   | Соперник Результат   | Место |
| ------------------------- | -------------- | ------------ | ------------ | ------------------------------ | -------------------- | -------------------- | -------------------- | -------------------- | -------------------- | ----- |
| Индивидуальное первенство | Даниэль Шавьер | 653          | 51           | POLР. Добровольский (14) П 3:7 | завершил выступление | завершил выступление | завершил выступление | завершил выступление | завершил выступление | 33    |

### Теннис
Мужчины
| Соревнование  | Спортсмены              | 1/32 финала        | 1/16 финала                                    | 1/8 финала            | Четвертьфинал         | Полуфинал             | Финал                 | Место                 |
| Соревнование  | Спортсмены              | Соперник Результат | Соперник Результат                             | Соперник Результат    | Соперник Результат    | Соперник Результат    | Соперник Результат    | Место                 |
| ------------- | ----------------------- | ------------------ | ---------------------------------------------- | --------------------- | --------------------- | --------------------- | --------------------- | --------------------- |
| парный разряд | Андре Са Томас Беллуччи | не проводится      | USAБ. Брайан / М. Брайан (1) П 65:7, 7:65, 3:6 | завершили выступление | завершили выступление | завершили выступление | завершили выступление | завершили выступление |

### Тхэквондо
Мужчины
| Соревнование | Спортсмены   | Турнир                  | 1/8 финала                     | Четвертьфинал                       | Полуфинал            | Финал              |
| Соревнование | Спортсмены   | Турнир                  | Соперник Результат             | Соперник Результат                  | Соперник Результат   | Соперник Результат |
| ------------ | ------------ | ----------------------- | ------------------------------ | ----------------------------------- | -------------------- | ------------------ |
| до 68 кг     |              |                         |                                |                                     |                      |                    |
| Диего Силва  | За 1-е место | Дмитрий Ким (UZB) В 3-2 | Мохаммад Абу-Либде (JOR) В 7-5 | Мохаммад Багери Мотамед (IRI) П 5-5 |                      |                    |
| Диего Силва  | За 3-е место |                         |                                | Терренс Дженнингс (USA) П 5-8       | Завершил выступление |                    |

Женщины
| Соревнование      | Спортсмены   | Турнир                 | 1/8 финала            | Четвертьфинал         | Полуфинал             | Финал              |
| Соревнование      | Спортсмены   | Турнир                 | Соперник Результат    | Соперник Результат    | Соперник Результат    | Соперник Результат |
| ----------------- | ------------ | ---------------------- | --------------------- | --------------------- | --------------------- | ------------------ |
| свыше 67 кг       |              |                        |                       |                       |                       |                    |
| Наталия Фалавинья | За 1-е место | Ли Ин Чонг (KOR) П 3-2 | Завершила выступление | Завершила выступление | Завершила выступление |                    |
| Наталия Фалавинья | За 3-е место |                        |                       |                       |                       |                    |

### Тяжёлая атлетика
Спортсменов — 2
Мужчины
| Категория    | Спортсмен     | Вес    | Рывок | Рывок | Рывок | Толчок | Толчок | Толчок | Всего | Место |
| Категория    | Спортсмен     | Вес    | 1     | 2     | 3     | 1      | 2      | 3      | Всего | Место |
| ------------ | ------------- | ------ | ----- | ----- | ----- | ------ | ------ | ------ | ----- | ----- |
| свыше 105 кг | Фернандо Рейс | 140.49 | 178   | 180   | 186   | 220    | 225    | —      | 400   | 12    |

Женщины
| Категория | Спортсмен       | Вес   | Рывок | Рывок | Рывок | Толчок | Толчок | Толчок | Всего | Место |
| Категория | Спортсмен       | Вес   | 1     | 2     | 3     | 1      | 2      | 3      | Всего | Место |
| --------- | --------------- | ----- | ----- | ----- | ----- | ------ | ------ | ------ | ----- | ----- |
| до 75 кг  | Жаклин Феррейра | 74.12 | 95    | 100   | 102   | 121    | 126    | 128    | 230   | 8     |

### Фехтование
Спортсменов — 3
В индивидуальных соревнованиях спортсмены сражаются три раунда по три минуты, либо до того момента, как один из спортсменов нанесёт 15 уколов. Если по окончании времени в поединке зафиксирован ничейный результат, то назначается дополнительная минута до «золотого» укола.
Мужчины
| Соревнование          | Спортсмены      | 1/32 финала               | 1/16 финала                  | 1/8 финала           | Четвертьфиналы       | Полуфиналы           | Финал матч за 3-е место | Место |
| Соревнование          | Спортсмены      | Соперник Результат        | Соперник Результат           | Соперник Результат   | Соперник Результат   | Соперник Результат   | Соперник Результат      | Место |
| --------------------- | --------------- | ------------------------- | ---------------------------- | -------------------- | -------------------- | -------------------- | ----------------------- | ----- |
| Индивидуальная шпага  | Атос Швантес    |                           | Бас Вервейлен (NED) П 10:15  | Завершил выступление | Завершил выступление | Завершил выступление | Завершил выступление    | 17    |
| Индивидуальная рапира | Гильерме Тольдо | Лахусейн Али (MAR) В 15:6 | Рейс Имбоден (USA) П 5:15    | Завершил выступление | Завершил выступление | Завершил выступление | Завершил выступление    |       |
| Индивидуальная сабля  | Ренцо Агреста   | Не участвовал             | Бенедикт Вагнер (GER) П 6:15 | Завершил выступление | Завершил выступление | Завершил выступление | Завершил выступление    |       |

### Футбол
Спортсменов — 36

#### Мужчины
Состав команды
| №              | Имя             | Клуб              | Дата рождения    | Возраст | Игр     | Голов   |
| Вратари        | Вратари         | Вратари           | Вратари          | Вратари | Вратари | Вратари |
| -------------- | --------------- | ----------------- | ---------------- | ------- | ------- | ------- |
| 1              | Рафаэл Кабрал   | Сантос            | 20 мая 1990      | 22      | 0       | 0       |
| 18             | Нето            | Фиорентина        | 19 июля 1989     | 22      | 2       | -3      |
| 1              | Габриэл         | Милан             | 27 сентября 1992 | 19      | 4       | -4      |
| Защитники      |                 |                   |                  |         |         |         |
| 2              | Рафаэл          | Манчестер Юнайтед | 9 июля 1990      | 22      | 6       | 1       |
| 3              | Тиагу Силва*    | Пари Сен-Жермен   | 22 сентября 1984 | 27      | 6       | 0       |
| 4              | Жуан Жезус      | Интер             | 10 июля 1991     | 21      | 6       | 0       |
| 6              | Марсело*        | Реал Мадрид       | 12 мая 1988      | 24      | 6       | 0       |
| 13             | Бруно Увини     | Сан-Паулу         | 3 июня 1991      | 21      | 1       | 0       |
| 14             | Данило          | Порту             | 15 июля 1991     | 21      | 4       | 1       |
| 15             | Алекс Сандро    | Порту             | 26 января 1991   | 21      | 3       | 0       |
| Полузащитники  |                 |                   |                  |         |         |         |
| 5              | Сандро Кордейро | Тоттенхэм Хотспур | 15 марта 1989    | 23      | 6       | 1       |
| 7              | Лукас           | Сан-Паулу         | 13 августа 1992  | 19      | 4       | 0       |
| 8              | Ромуло          | Спартак (Москва)  | 19 сентября 1990 | 21      | 6       | 1       |
| 10             | Оскар           | Интернасьонал     | 9 сентября 1991  | 20      | 6       | 1       |
| 16             | Гансо           | Сантос            | 12 октября 1989  | 22      | 2       | 0       |
| Нападающие     |                 |                   |                  |         |         |         |
| 9              | Леандро Дамиан  | Интернасьонал     | 22 июля 1989     | 22      | 5       | 6       |
| 11             | Неймар          | Сантос            | 5 февраля 1992   | 20      | 6       | 3       |
| 12             | Халк*           | Порту             | 25 июля 1986     | 25      | 5       | 1       |
| 17             | Алешандре Пато  | Милан             | 2 сентября 1989  | 22      | 6       | 1       |
| Главный тренер |                 |                   |                  |         |         |         |
| Флаг Бразилии  | Мано Менезес    | Мано Менезес      | 11 июня 1962     | 50      |         |         |

Результаты
Группа C
|   | Команда        | И | В | Н | П | ГЗ | ГП | +/- | Очки |
| - | -------------- | - | - | - | - | -- | -- | --- | ---- |
| 1 | Бразилия       | 3 | 3 | 0 | 0 | 9  | 3  | +6  | 9    |
| 2 | Египет         | 3 | 1 | 1 | 1 | 6  | 5  | +1  | 4    |
| 3 | Беларусь       | 3 | 1 | 0 | 2 | 3  | 6  | -3  | 3    |
| 4 | Новая Зеландия | 3 | 0 | 1 | 2 | 1  | 5  | -4  | 1    |

| 26 июля 2012 19:45 UTC+1                     | \| Бразилия \| 3:2 (3:0) Отчёт \| Египет \| \| Рафаэл 16′ · Леандро Дамиан 26′ · Неймар 30′ \| Голы \| Абутрика 52′ · Салах 76′ \| | Стадион: Миллениум, Кардифф Зрителей: 26 812 Судья: Джанлука Рокки |
| Бразилия                                     | 3:2 (3:0) Отчёт | Египет                                                             |
| Рафаэл 16′ · Леандро Дамиан 26′ · Неймар 30′ | Голы | Абутрика 52′ · Салах 76′                                           |

| 29 июля 2012 12:00 UTC+1                      | \| Бразилия \| 3:1 (1:1) Отчёт \| Беларусь \| \| Алешандре Пато 15′ · Неймар 65′ · Оскар 90+3′ \| Голы \| Ренан Брессан 8′ \| | Стадион: Олд Траффорд, Манчестер Зрителей: Судья: Юити Нисимура |
| Бразилия                                      | 3:1 (1:1) Отчёт | Беларусь                                                        |
| Алешандре Пато 15′ · Неймар 65′ · Оскар 90+3′ | Голы | Ренан Брессан 8′                                                |

| 1 августа 2012 14:30 UTC+1                   | \| Бразилия \| 3:0 (2:0) Отчёт \| Новая Зеландия \| \| Данило 23′ · Леандро Дамиан 29′ · Сандро 52′ \| Голы \| \| | Стадион: Сент-Джеймс Парк, Ньюкасл Зрителей: 25 201 Судья: Бакари Гассама |
| Бразилия                                     | 3:0 (2:0) Отчёт                                                                                                   | Новая Зеландия                                                            |
| Данило 23′ · Леандро Дамиан 29′ · Сандро 52′ | Голы |                                                                           |

1/4 финала
| 4 августа 2012 17:00 UTC+1                  | \| Бразилия \| 3:2 (1:1) Отчёт \| Гондурас \| \| Леандро Дамиан 38′, 60′ · Неймар 50′ (пен.) \| Голы \| Мартинес 12′ · Эспиноса 48′ \| | Стадион: Сент-Джеймс Парк, Ньюкасл Зрителей: 42 166 Судья: Феликс Брых |
| Бразилия                                    | 3:2 (1:1) Отчёт | Гондурас                                                               |
| Леандро Дамиан 38′, 60′ · Неймар 50′ (пен.) | Голы | Мартинес 12′ · Эспиноса 48′                                            |

1/2 финала
| 7 августа 2012 19:45 UTC+1           | \| Бразилия \| 3:0 (1:0) Отчёт \| Республика Корея \| \| Ромуло 34′ · Леандро Дамиан 57′, 64′ \| Голы \| \| | Стадион: Олд Траффорд, Манчестер Зрителей: 69 389 Судья: Павел Краловец |
| Бразилия                             | 3:0 (1:0) Отчёт                                                                                             | Республика Корея                                                        |
| Ромуло 34′ · Леандро Дамиан 57′, 64′ | Голы |                                                                         |

Финал
| 11 августа 2012 15:00 UTC+1 | \| Бразилия \| 1:2 (0:1) Отчёт \| Мексика \| \| Халк 90+1′ \| Голы \| Перальта 1′, 75′ \| | Стадион: Уэмбли, Лондон Зрителей: 86 162 Судья: Марк Клаттенбург |
| Бразилия                    | 1:2 (0:1) Отчёт                                                                           | Мексика                                                          |
| Халк 90+1′                  | Голы                                                                                      | Перальта 1′, 75′                                                 |

#### Женщины
Состав команды
| №              | Имя                  | Клуб                  | Дата рождения    | Возраст | Игр     | Голов   |
| Вратари        | Вратари              | Вратари               | Вратари          | Вратари | Вратари | Вратари |
| -------------- | -------------------- | --------------------- | ---------------- | ------- | ------- | ------- |
| 1              | Андрея Сунтаке       | Жувентус              | 14 сентября 1977 | 34      | 1       | 0       |
| 18             | Барбара              | Фоз Катаратас         | 4 июля 1988      | 24      | 0       | 0       |
| Защитники      |                      |                       |                  |         |         |         |
| 3              | Даяне                | Сан Хосе Эспорте Клуб | 15 апреля 1983   | 29      | 1       | 0       |
| 4              | Алине                | Россиянка             | 6 июля 1982      | 30      | 0       | 0       |
| 5              | Эрика                | Сентро Олимпико       | 4 февраля 1988   | 24      | 1       | 0       |
| 16             | Рената Коста         | Фоз Катаратас         | 8 июля 1986      | 26      | 1       | 1       |
| 17             | Гразиэлле            | Португеза             | 28 марта 1981    | 31      | 1       | 0       |
| Полузащитники  |                      |                       |                  |         |         |         |
| 7              | Эстер                | Россиянка             | 9 декабря 1982   | 29      | 1       | 0       |
| 8              | Формига              | Сан Хосе Эспорте Клуб | 3 марта 1978     | 34      | 1       | 0       |
| 12             | Росана               | Сентро Олимпико       | 7 июля 1982      | 30      | 0       | 0       |
| 13             | Франсиелле           | Сан Хосе Эспорте Клуб | 18 октября 1989  | 22      | 1       | 1       |
| 14             | Бруна                | Фоз Катаратас         | 16 октября 1985  | 26      | 1       | 0       |
| 15             | Даниэлли             | Сан Хосе Эспорте Клуб | 21 января 1987   | 25      | 0       | 0       |
| Нападающие     |                      |                       |                  |         |         |         |
| 2              | Фабиана              | Россиянка             | 4 августа 1989   | 22      | 1       | 0       |
| 6              | Маурине              | Сентро Олимпико       | 14 февраля 1986  | 26      | 1       | 0       |
| 9              | Таис Гедес           | Виктория дас Табокас  | 20 января 1993   | 19      | 1       | 0       |
| 10             | Марта                | Тюресё                | 19 февраля 1986  | 26      | 1       | 2       |
| 11             | Кристиане            | Россиянка             | 15 мая 1985      | 27      | 1       | 1       |
| Главный тренер |                      |                       |                  |         |         |         |
| Флаг Бразилии  | Хорхе Луис Барселлос | Хорхе Луис Барселлос  | 17 марта 1967    | 45      |         |         |

Результаты
Группа E
|   | Команда        | И | В | Н | П | ГЗ | ГП | +/- | Очки |
| - | -------------- | - | - | - | - | -- | -- | --- | ---- |
| 1 | Бразилия       | 1 | 1 | 0 | 0 | 5  | 0  | +5  | 3    |
| 2 | Великобритания | 1 | 1 | 0 | 0 | 1  | 0  | +1  | 3    |
| 3 | Новая Зеландия | 1 | 0 | 0 | 0 | 0  | 1  | -1  | 0    |
| 4 | Камерун        | 1 | 0 | 0 | 0 | 0  | 5  | -5  | 0    |

| 25 июля 2012 18:45 UTC+1 | \| Камерун \| 0:5 (0:2) Отчёт \| Бразилия \| \| \| Голы \| Франсиелле 6′ · Рената Коста 9′ · Марта 72′ (пен.), 87′ · Кристиане 78′ \| | Стадион: Миллениум, Кардифф Зрителей: 30 847 Судья: Йенни Палмквист     |
| Камерун                  | 0:5 (0:2) Отчёт | Бразилия                                                                |
|                          | Голы | Франсиелле 6′ · Рената Коста 9′ · Марта 72′ (пен.), 87′ · Кристиане 78′ |

| 28 июля 2012 14:30 UTC+1 | \| Новая Зеландия \| [Отчёт] \| Бразилия \| | Стадион: Миллениум, Кардифф |
| Новая Зеландия           | [Отчёт]                                     | Бразилия                    |

| 31 июля 2012 19:45 UTC+1 | \| Великобритания \| [Отчёт] \| Бразилия \| | Стадион: Уэмбли, Лондон |
| Великобритания           | [Отчёт]                                     | Бразилия                |